# Kaamelott : Premier Volet
Pour les articles homonymes, voir Kaamelott (homonymie).
Série
Livre VI
(2009) Kaamelott : Deuxième volet partie 1
Pour plus de détails, voir Fiche technique et Distribution.
Kaamelott : Premier Volet est un film français réalisé, écrit et monté par Alexandre Astier, sorti en 2021. Se déroulant après les évènements de la série télévisée Kaamelott, diffusée entre 2005 et 2009, il constitue le premier volet d'une trilogie. Il est alors appelé KV1.
Alors que la série s'achevait sur l'exil de l'ancien roi Arthur, le film narre son retour et sa reconquête du pouvoir, dix ans après son départ, dans le royaume de Logres, désormais dirigé d'une main de fer par son ennemi Lancelot du Lac.
Alexandre Astier envisage la conclusion de l'histoire de sa série en une trilogie cinématographique dès la diffusion dans les années 2000. Les annonces du premier film se succèdent au cours de la décennie suivante, jusqu'à l'aboutissement du projet en 2019. Comme pour la série, Astier écrit le scénario, réalise, interprète, produit et met en musique son film. Ajoutant à l'attente, la pandémie de Covid-19 repousse à nouveau la sortie en salles à plusieurs reprises.
Finalement sorti en juillet 2021, douze ans après la fin de la série, Kaamelott : Premier Volet est un succès commercial avec plus de deux millions et demi d'entrées en France, dans une période pourtant difficile pour les salles de cinéma, devenant pour plusieurs mois le meilleur box-office depuis le début de la pandémie. Il s'agit du cinquième succès de l'année 2021 en France, et du premier film français de l'année. Le film connaît également une sortie dans l'espace, à bord de la Station spatiale internationale commandée par Thomas Pesquet. Un spectateur français bat un record du monde en allant voir le film 204 fois en deux mois, score ensuite battu.

## Histoire

### Contexte
À la fin du Livre VI de Kaamelott, le roi Arthur renonce au trône et confie le pouvoir à son ancien compagnon et rival Lancelot du Lac. Sous l'influence de Méléagant, Lancelot incendie la Table Ronde et se met à traquer les anciens chevaliers et autres alliés d'Arthur. Avec l'aide du bandit Venec, Arthur s'exile secrètement jusqu'à son ancienne patrie, Rome, pour échapper à la folie de Lancelot et recouvrer la santé. Dix ans plus tard, le royaume de Logres souffre toujours sous le joug de Lancelot, qui bénéficie de l'appui de mercenaires saxons. La résistance tente de s'organiser, tandis qu'Arthur Pendragon, que beaucoup croient mort, fait son retour.

### Synopsis

#### À la recherche d'Arthur
En 484 après J.-C., le chasseur de primes Alzagar aborde un navire en mer Rouge, en quête d'un bijou de grande valeur possédé par l'équipage. Pendant ce temps, à Kaamelott, l'état-major de Lancelot, constitué de Loth, de Dagonet, du Père Blaise et du Jurisconsulte, reçoit Horsa et Wulfstan, les chefs des mercenaires saxons. Ceux-ci ont été chargés de retrouver les chevaliers de la Table Ronde et d'appliquer la politique autoritaire de Lancelot. Les caisses du royaume étant vides, Horsa demande que l'île de Thanet lui soit cédée en paiement. Lancelot accepte et provoque la colère des Dieux, offensés que la terre sacrée de Logres soit divisée. Un vent obscur traverse le royaume et arrive jusqu'à Alzagar, et, alors qu'il s'apprêtait à quitter le navire, décide d'en fouiller la cale, où il trouve et capture Venec. Le bandit ayant jadis aidé l'ancien roi à s'exiler hors de Bretagne, Alzagar sait qu'il peut le mener jusqu'à Arthur, et le faire toucher la forte récompense offerte par Lancelot.
Venec amène Alzagar au port de contrebandier de Leukè Komè, où habite Quarto, le marchand d'esclaves à qui il avait vendu Arthur pour lui permettre de quitter Rome. Le marchand feint de ne plus se souvenir et les congédie, mais se met aussitôt en route avec deux de ses acolytes pour mettre la main sur Arthur lui-même. Traversant le désert, ils arrivent au fleuve où Arthur avait été vendu. Alors que le propriétaire de la tannerie et des esclaves est réticent à céder Arthur, ce dernier neutralise Quarto et ses hommes. Il tente de s'enfuir, mais est assommé et capturé par Alzagar, qui avait suivi Quarto.

#### En résistance
En Carmélide, Fraganan rend visite à son frère Léodagan. Depuis la démilitarisation de son royaume, "Le Sanguinaire" passe ses journées à jardiner avec Calogrenant et Maclou, s'attirant les reproches de Dame Séli et d'Elias de Kelliwic'h, qui voudraient se battre contre Lancelot. Grâce à ses dons d'hydromancie, Fraganan leur annonce qu'Arthur est en route, et espère qu'il sera à même d'organiser la Résistance. Pendant ce temps, à la frontière aquitaine, Alzagar et ses prisonniers se font contrôler. Venec insulte alors la Duchesse d'Aquitaine pour provoquer le péager, qui décide de tous les envoyer devant le Duc afin d'être sanctionnés. Ravi du retour d'Arthur, le Duc paye Alzagar pour libérer son prisonnier et explique à Arthur que le peuple souffre et espère son retour. Mais Arthur ne souhaite pas revenir au pouvoir, et demande à être guidé vers l'Est pour s'enfuir.
À Kaamelott, Lancelot et Mevanwi, désormais mariés, se disputent. La reine reproche à Lancelot de ne pas arriver à lui faire un héritier à cause de son obsession pour Guenièvre, pourtant portée disparue, et remarque que cette absence est la même situation que celle vécue par le royaume lors du règne d'Arthur. Lancelot se rend alors aux ruines de la Tour du château de son père le Roi Ban, où il retient prisonnière Guenièvre. Elle lui demande de la laisser partir, mais il refuse, et s'énerve parce qu'un prétendant communique avec elle en dissimulant ses messages dans un gâteau.
Près de Kaamelott, le Tavernier traverse les ruines de son établissement avant de se glisser dans une trappe. Il se retrouve dans des galeries souterraines creusées par le clan des Semi-Croustillants, dirigé par Perceval et Karadoc, qui mènent une résistance souterraine. Le projet a cependant du mal à aboutir : malgré les demandes de Merlin, qu'ils ont accepté comme enchanteur, aucune cartographie des souterrains n'est réalisée. Pendant ce temps, le Duc d'Aquitaine et Arthur traversent les régions désolées et vides d'hommes du Logres continental, conséquences des arrestations saxonnes et des taxes. Le Duc en profite pour expliquer que Lancelot exécute des enfants, et laisse deviner qu'il sait que ce dernier n'a pas pris le pouvoir par la force, mais qu'Arthur qui le lui a confié. À la nuit tombée, Arthur se rend compte grâce aux étoiles que le Duc ne l'a pas mené vers l'Est, mais vers le Nord, et qu'ils se trouvent près de Gaunes.
30 ans plus tôt, Arthur, alors stationné en Maurétanie césarienne avec sa légion, suit un entrainement militaire strict sous la direction de ses instructeurs qui expliquent aux jeunes recrues que " La guerre, c'est de la musique". L’entrainement est interrompu par l'arrivée de Furadja, une noble locale et de sa jeune protégée Shedda, dont le jeune Arthur tombe instantanément amoureux.
À son réveil, Arthur découvre que le Duc a disparu, mais il aperçoit une clairière dans laquelle une table ronde de fortune a été construite par Bohort, Lionel et Gauvain, qui tentent de résister et ont recruté des volontaires, dont certains très jeunes, pour les aider. Agacé mais touché, Arthur prend le temps de discuter avec les nouvelles recrues que sont Girflet, Lucan, dit le « Chevalier Seiche », Bedever et Rostan de Provence. Ils sont interrompus par l'arrivée du jeune Trévor, mais celui-ci a été suivi par des Saxons, qui les attaquent aussitôt. Bohort et Arthur sont capturés. A Kaamelott, Wulfstan explique à l'état-major que le monde paysan se révolte lentement contre le nouveau roi, fatigué des taxes dont il est accablé. Au dehors, Galessin et Ferghus sonnent l'alerte, car des engins de siège approchent du château. La situation se détend lorsqu'ils constatent que le Roi burgonde mène l'assaut : ses troupes étant comme d'habitude incapables de s'organiser, l'assaut est un échec.
Sous la Bretagne, au quartier général des Semi-croustillants, Mehgan et Mehben annoncent à leur père Karadoc que de jeunes aventuriers et résistants, Iagu, Gareth et Petrok, sont venus les rencontrer et les attendent à la surface. Petrok y demande la main de Mehben, et les trois aventuriers annoncent vouloir renverser Lancelot, rétablir la table ronde et honorer la mémoire d'Arthur. Leur naïveté a cependant mené les Saxons jusqu'à Perceval et Karadoc, et tous sont arrêtés. Pendant ce temps, en Carmélide, l'alerte est donnée, car les Burgondes sont désormais aux portes du château avec leur arsenal. La désorganisation recommence sous les yeux des habitants. Nullement impressionné, Léodagan va à la rencontre de l'armée et contemple avec émotion et nostalgie les machines de guerre. Intrigué par son approche singulière, le Roi burgonde lui demande ce qu'il souhaite.

#### L'évasion de Kaamelott et la libération de Guenièvre
Dans les geôles de Kaamelott, Arthur agonise dans une cage. Perceval, stupéfait, le découvre et prévient tous les autres prisonniers de la présence de l'ancien roi. Ils sont alors interrompus par Merlin : sans Perceval et Karadoc, il a enfin pu cartographier les galeries souterraines, et creuser un tunnel jusqu’ici. Pendant ce temps, l'état-major célèbre la capture d'Arthur et pense à l'exécuter pour éviter une révolte, mais Lancelot est incapable de prendre une décision Les prisonniers s'apprêtent à s'échapper, mais Mevanwi descend aux geôles pour tenter de récupérer ses deux filles qui refusent de la suivre. Iagu en profite pour subtiliser au garde la clé de la cage d'Arthur, tandis que Gareth se révèle être le fils de Loth et avoir hérité de sa capacité à lancer un sort, chose dont il a honte à cause de sa filiation. Après que tout le monde se soit enfuit par les galeries, notamment Hervé de Rinel qui se trouvait là, Arthur se fait alors attaquer par Kolaig, un prisonnier qui convoite Guenièvre, dont la libération est sa quête afin d’être adoubé. Il révèle une fois maitrisé qu'il a été enfermé parce qu’il sait où est détenue l'ancienne reine, étant entré en contact avec elle par l'entremise du pâtissier de Kaamelott.
Arthur, Perceval, Karadoc et Kolaig se rendent à la Tour de Ban et mettent en fuite les gardes. Alors que Kolaig entreprend d'escalader la tour en se servant des plantes grimpantes le long de sa façade pour rendre son geste chevaleresque, les autres montent par l'escalier et délivrent une Guenièvre perturbée par le retour d'Arthur, bien qu'elle n'ait jamais douté qu'il soit bien en vie. En difficulté, Kolaig tombe de la tour et renonce à sa quête.

#### Récupérer Excalibur
Arthur, Guenièvre, Perceval et Karadoc se rendent ensuite au rocher sacré et découvrent que le lieu est devenu une foire où se mêlent marchands, conteurs, pythies et prophétesses. Alors qu'ils approchent du rocher, la Dame du Lac, toujours bannie, retrouve Arthur et l’exhorte à retirer Excalibur du rocher. Le lieu est cependant protégé par Urgan et ses hommes, ainsi que par un certain Lamorak, qui se révèle être le frère de Perceval. Les deux hommes se défient alors à un jeu du Pays de Galles, le « Robobrole », dont l'enjeu est l'accès au rocher pour Arthur. Après une partie (dont les règles sont incompréhensibles pour Arthur et ses acolytes) et un « robobrole » exécuté involontairement par Guenièvre, Perceval et son équipe gagnent.
30 ans plus tôt, le jeune Arthur, au cours d'un moment intime avec Shedda, remarque une trace de coup sur son épaule. Il comprend alors qu'elle est battue par Furadja. Dans le présent, Arthur retire alors Excalibur du rocher sans difficulté et tous s'agenouillent. Cependant, l'épée s'arrête de flamboyer au bout de quelques secondes, sous le regard paniqué de la Dame du Lac et la déception des spectateurs.

#### La quête de la couronne de fleurs
En Carmélide, les Burgondes sont maintenant les invités de Léodagan, qui célèbre le retour de sa fille, d'Arthur et des autres chevaliers. Léodagan explique qu'il essaie de former ses invités à utiliser leur arsenal depuis leur arrivée, sans succès. Fraganan émet toutefois la crainte de l'arrivée des Saxons, qui signerait leur arrêt de mort. Arthur surprend Guenièvre en train de s'éclipser et la rejoint. Elle lui explique qu'elle a oublié la couronne de fleurs qu'Arthur portait à leur mariage, un bien auquel elle tient particulièrement car il est censé assurer sécurité à son mari. Touché, celui-ci décide de l'accompagner, et ils retournent à la tour de Ban durant la nuit. Alors qu'Arthur récupère sa cape avant de partir dans la nuit froide, Maclou lui fait remarquer que les Burgondes sont de piètres balistaires, mais d'excellents musiciens.
30 ans plus tôt, le jeune Arthur vient retrouver Shedda dans sa demeure, mais la retrouve enfermée, battue et blessée par Furadja. Celle-ci chasse alors violemment Arthur, qui doit se réfugier dans un puits. Dans le présent, alors que Guenièvre arrive dans son ancienne cellule et récupère la couronne de fleurs, Arthur escalade la tour en utilisant les plantes grimpantes, parvient jusqu'à la fenêtre, puis se dirige délicatement vers Guenièvre qu'il embrasse.

#### Vaincre Lancelot
Une nouvelle attaque burgonde vise Kaamelott, et l'état-major de Lancelot ne s'en préoccupe pas plus que d'habitude, considérant qu’elle ne représente pas de danger. À l'écart, Arthur observe la scène avec Mehgan et Gareth, qui utilise son épée pour refléter la lumière et envoyer un signal à l'armée burgonde. Elias, Léodagan, Séli et Fraganan relaient le message et le Roi burgonde ordonne à ses troupes de jouer des tambours. Les troupes burgondes, en suivant le rythme de la musique, arrivent à désenchevêtrer leur arsenal, désormais opérationnel. Sous terre, les Semi-Croustillants et Guenièvre font s'ébouler le souterrain situé sous le château, qui se fragilise. Les engins de siège des Burgondes entrent en action et atteignent le château, qui subit de sérieux dégâts.
À l'intérieur, l'état-major, paniqué, tente de s'enfuir par un passage secret, mais lorsque Lancelot l'ouvre, Arthur en surgit. Il leur ordonne de quitter le Royaume et de ne jamais y remettre les pieds, sous peine de pendaison. Ses conseillers partis, Lancelot le provoque, se moquant de sa menace et l'interrogeant sur la perte des pouvoirs d'Excalibur. Alors qu'Arthur porte la main à la garde, un nuage se forme au-dessus du château et de l'épée surgit un éclair. En la sortant de son fourreau, il découvre qu'elle est maintenant parcourue d'une fumée noire et émet des éclairs. Alors que la destruction du château se poursuit, les deux hommes s'affrontent. Arthur prend rapidement le dessus et s'apprête à exécuter son ancien ami.
30 ans plus tôt, la légion du jeune Arthur s'apprête à retourner à Rome. Mais au moment de prendre la mer, il part en courant vers la caserne. Il observe Shedda, endormie et blessée, à travers une fenêtre, puis attire Furadja à l'extérieur pour la tuer d'un coup de pilum, avant de regagner son embarcation. De retour dans le présent, et alors qu'il est à sa merci, Arthur décide d'épargner Lancelot, et ce dernier quitte le château en riant et en le traitant d'incapable. L'ancien roi se couche sur la table de la salle du trône et attend d'être enseveli par la destruction de son château. Mehgan et Gareth surgissent alors du passage secret, inquiets de ne pas avoir vu Arthur en ressortir. Celui-ci sort de sa léthargie et ressort avec eux, contemplant la destruction de Kaamelott au loin.

#### Rebâtir le royaume
Plus tard, Arthur et Perceval se rendent sur l'île de Thanet pour y rencontrer Horsa. Celui-ci déclare être prêt à rester sous l'autorité de Kaamelott, en échange d'une place à la table ronde et de la participation à la quête du Graal. Arthur, bien que surpris, accepte pour conserver l'unité du Royaume sacré de Logres. Libéré du joug de Lancelot, le Royaume reprend vie. Léodagan, Calogrenant et Elias brûlent leur potager ; les Semi-Croustillants s'organisent et commencent la reconstruction de la taverne ; à Gaunes, Bohort remet un glaive orné d'une seiche à Lucan, et Petrok et Mehben se marient. Pendant que Lancelot retourne à la Tour, de laquelle surgit la gigantesque silhouette fantomatique de son père, Arthur et Guenièvre  contemplent ensemble le lointain.

#### Scène post-générique
Dans une forêt, une silhouette encapuchonnée de noir rampe sur le sol puis attrape une poignée de neige qu'elle mange avant de rouler sur le dos : Méléagant, « La Réponse », est de retour.

## Fiche technique
Sauf indication contraire, les informations mentionnées dans cette section peuvent être confirmées par la base de données cinématographiques IMDb,  présente dans la section « Liens externes ».
- Titre original : Kaamelott : Premier Volet
- Réalisation et scénario : Alexandre Astier
- Musique : Alexandre Astier
- Décors : Denis Seiglan
- Costumes : Marylin Fitoussi
- Photographie : Jean-Marie Dreujou
- Montage : Alexandre Astier
- Production : Alexandre Astier, Agathe Sofer, Henri Deneubourg (producteur exécutif)
- Société de production : Regular Production
- Société de distribution : Société nouvelle de distribution (France), Belga Films[4] (Belgique), MK2 Mile End[5] (Canada), Ascot Elite Entertainment[6] (Suisse), Ciné 7ème Art (Tunisie)[4]
- Budget : 15 millions d'euros[7]
- Pays de production :  France
- Langue originale : français
- Format : couleur — 2,35:1
- Genre : comédie, aventure, historique
- Durée : 120 minutes
- Dates de sortie :
  - France, Belgique[4], Suisse romande[6] : 21 juillet 2021
  - Côte d'Ivoire[4], Québec[5] : 23 juillet 2021
- Classification :
  - Tous publics[8] (France) / Visa général[9] (Québec)
  - Interdit aux moins de 10 ans[10] (Suisse)

## Distribution
Sauf indication contraire, les informations mentionnées dans cette section peuvent être confirmées par la base de données cinématographiques IMDb,  présente dans la section « Liens externes ».
- Alexandre Astier : Arthur Pendragon, roi de Bretagne
- Thomas Cousseau : Lancelot du Lac
- Anne Girouard : Guenièvre, reine de Bretagne
- Lionnel Astier : Léodagan de Carmélide, Roi de Carmélide
- Joëlle Sevilla : dame Séli
- Jean-Christophe Hembert : Karadoc de Vannes
- Franck Pitiot : Perceval de Galles
- Caroline Ferrus : Dame Mevanwi
- Jacques Chambon : Merlin
- Sting : Horsa
- Christian Clavier : le jurisconsulte
- Antoine de Caunes : Dagonet
- François Rollin : Loth d’Orcanie, Roi d'Orcanie
- Clovis Cornillac : Quarto
- Guillaume Gallienne : Alzagar
- Alain Chabat : Le Duc d'Aquitaine
- Géraldine Nakache : La Duchesse d'Aquitaine
- Nicolas Gabion : Bohort de Gaunes
- Salwa Al Hajri : Furadja
- Guillaume Briat : Le Roi Burgonde
- Jean-Robert Lombard : Père Blaise
- Audrey Fleurot : La Dame du Lac
- Jehnny Beth : Wulfstan
- Brice Fournier : Kadoc de Vannes
- Alain Chapuis : Le Tavernier
- Serge Papagalli : Guethenoc
- Gilles Graveleau : Roparzh
- François Morel : Belt
- Loïc Varraut : Venec
- Stéphane Margot : Calogrenant, roi de Calédonie
- Tony Saba : Hervé de Rinel
- Aurélien Portehaut : Gauvain
- Étienne Fague : Lionel de Gaunes
- Bruno Fontaine : Elias de Kelliwic'h
- Alexis Hénon : Galessin, duc d'Orcanie
- Alban Lenoir : Ferghus
- Carlo Brandt : Méléagant[11]
- Pascal Vincent : Urgan
- Valérie Kéruzoré : Nessa
- Neil Astier : Arthur jeune
- Ariane Astier : Mehben, fille de Karadoc et Mevanwi
- Jeanne Astier : Mehgan, fille de Karadoc et Mevanwi
- Ethan Astier : Lucan, Chevalier-Seiche
- Hugo Halet : Girflet
- Stephan Lhuillier : Bedever
- Paul Valy : Rostan de Provence
- James Astier : Trévor
- Luna Karys : Ffraid
- Lucas Garcia : Petrok, fils de Roparzh
- Hugo Leman : Iagu
- Thomas Neyret : Gareth d'Orcanie, fils de Loth d’Orcanie
- Sylvain Quimène : Kolaig
- Damien Roux : Konrad le geôlier
- Sakir Uyar : Dikhil
- Tigran Mekhitarian : le second
- Dimitrios Lagopoulos : le pirate grec
- Reggie Vermeulen : le capitaine
- Antoine Bordes : Recaredo
- Alain Le Bars : Agila
- David Ayala : Maclou
- Marie-Christine Orry : Fraganan
- Mark Eacersall : le péager
- François Raison : Lamorak de Galles
- Patricia Darré : la pythie excalibur
- Antony Martin : le vendeur de tisanes
- Chloé Guillot : la vendeuse de tisanes
- Jérome Palmer : le vendeur de figurines
- Sandra Cheyssial : la vendeuse de miniatures
- Enzo Pirat : un touriste
- Christophe Mazière : un touriste
- Isabelle Mattiussi : la prophétesse
- Jean-Charles Simon : Damian le Sassanide[12]
- Cyrille Coton-Bonacchi : Brise-Bûche
- Mathieu Duboclard : La drille
- Mehdi Rahim-Silvioli : La Pègue
- Charlie Konate-Decourchelle : le jeune Casca
- Dominique Bastien : l'instructeur Matius
- Yoann Vellaud : l'instructeur Libo
- Louy Valy : le jeune Lustus
- Océane Slim : Shedda[13]
- Ayman El Kadhi : le jeune Papinius
- Achille de San Nicolas : le jeune Varus
- Michel Rizzi : chef religieux burgonde
- Hélène Rudermann : l'invitée burgonde
- Yazan Al-Mashni : l'invité burgonde[14]
- David Willer : soldat burgonde
- Paul Joaquim Pereira : soldat burgonde
- Aaron Astier : un enfant burgonde[15]

## Production

### Genèse et développement
Dès 2006, alors que les studios du pôle Pixel de Villeurbanne sont agrandis pour y tourner la série Kaamelott, le producteur Jean-Yves Robin annonce que la série devrait s'étendre sur 700 épisodes, continuer avec un épisode spécial en première partie de soirée, et s'achever sur trois longs-métrages au cinéma,. Les adaptations espagnole et italienne de la série, alors en projet, devaient être également être tournées au pôle Pixel et aboutir à une trilogie, mais elles sont par la suite annulées.
Après la diffusion du dernier épisode du livre VI de la série sur M6 en 2009, Alexandre Astier confirme que la suite de la série et le dénouement de la fin ouverte se feront en une trilogie au cinéma. Alexandre Astier ne prévoit pas de Livre VII dans la continuité des précédentes saisons et aucune date n’est arrêtée, la série étant bloquée depuis le mois de juin 2013 par un conflit juridique entre ayants droit. En novembre 2013, l'acteur Bruno Solo, également producteur associé à la société de production CALT, révélera lors d'une interview que ce conflit entre ayants droit oppose Alexandre Astier à CALT et son président Jean-Yves Robin. Alexandre Astier annonce le 2 novembre 2015 sur France Inter que le conflit est terminé, qu'il a obtenu les droits et a recommencé à écrire, confirmant ainsi son projet de long-métrage.
Le 4 avril 2017, Alexandre Astier confirme que l'écriture du premier volet de la trilogie Kaamelott au cinéma est terminée, qu'il tiendra toujours le rôle du Roi Arthur. Il confirme également la présence d'Audrey Fleurot (la dame du Lac) au casting. Le 1er février 2017, le comédien et humoriste François Rollin (le roi Loth d'Orcanie) avait également confirmé dans l'émission Est-ce qu'on en Parle ? faire partie de la distribution des longs-métrages.
Le 13 décembre 2017, Serge Papagalli (Guethenoc dans la série) affirme à son tour dans le journal de France 3 Alpes, sa présence dans le futur film qui sera tourné en Rhône-Alpes.
Le 2 janvier 2018, Alexandre Astier confirme, au micro d'Antoine de Caunes sur France Inter, que le film, d'une durée de deux heures, est écrit, mais qu'il est toujours à la recherche de financements pour mener à bien ce projet.
Le 25 février 2019, Alexandre Astier annonce une sortie pour la date du 14 octobre 2020 sur son compte Twitter.
Le 17 décembre 2019, Christian Clavier annonce qu'il reprend son rôle du jurisconsulte dans le film d'Alexandre Astier.
Le 22 janvier 2020, Alexandre Astier dévoile le teaser du premier volet du film Kaamelott révélant au passage une partie du casting (Sting, Antoine de Caunes, Alain Chabat, Christian Clavier, Guillaume Gallienne, François Morel, Clovis Cornillac, Jean-Charles Simon).
Le 23 janvier 2020, Jean-Charles Simon, déjà apparu dans David et Madame Hansen, confirme sa présence dans le film après son apparition dans le teaser.
Le film poursuit le principe d'inviter des comédiens connus ou autres personnalités dans la distribution, avec notamment la présence de Guillaume Gallienne, Clovis Cornillac et Sting.
La société de production et de distribution SND, propriété du groupe M6, finance le film à hauteur de 2,6 millions d’euros. Alexandre Astier touche 1,1 million d'euros au total pour les différents postes qu'il occupe sur le film — 242 000 pour la réalisation, 527 000 pour le scénario et 350 000 pour son adaptation — et y investit 780 000 euros à travers sa société  Regular Production.

### Tournage et post-production
L'écriture du scénario est achevée en janvier 2019, avec une quatrième et dernière version, peu avant le début du tournage. Prévu initialement en 2016, le tournage est reporté : à début janvier 2017, puis à « fin printemps, début été 2018 ». Il commence finalement début 2019
,.
Le tournage se déroule principalement dans la région française Auvergne-Rhône-Alpes, ainsi que dans le sultanat d'Oman, sur la péninsule arabique. Des prises de vue ont lieu du 28 février jusqu'au 2 mars au château de Murol, dans le Puy-de-Dôme, servant de décor au château de Léodagan de Carmélide,. L'équipe retourne ensuite au pied du mont Mézenc près du village des Estables, en Haute-Loire, pour retrouver le site enneigé où Excalibur est plantée dans le rocher, employé pour les Livres V et VI,. Les vestiges du château de Bressieux, en Isère, sont utilisés pour les scènes de la forteresse en ruines du roi Ban. Les intérieurs du palais du duc d'Aquitaine sont filmés au château des Adhémar à Montélimar, dans la Drôme. Les scènes de l'artillerie burgonde et de l'ancienne taverne sont tournées à La Jasserie, sur le massif du Pilat, dans la Loire. Entre mars et avril, l'équipe revient également aux studios du pôle Pixel de Villeurbanne, où avait été tournée la série. Le tournage s'est étalé sur quarante-deux jours.
Un premier montage de 2 h 26 est établi, mais il s'avère « indigeste et prêt[e] à confusion » selon Alexandre Astier. Il le raccourcit successivement à 2 h 14 puis 2 h 7, pour aboutir finalement à un film de deux heures.

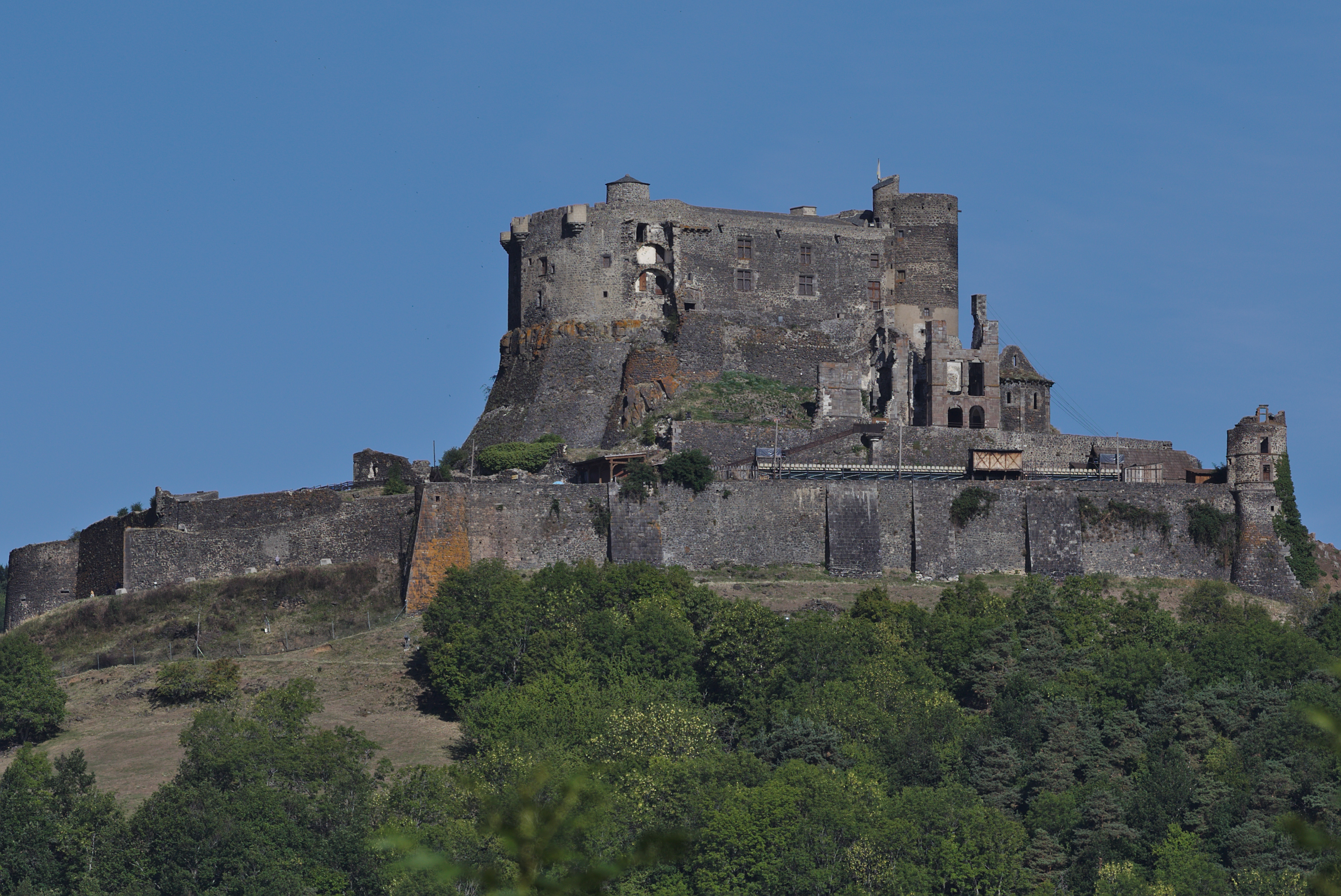
Château de Murol, demeure de Léodagan.
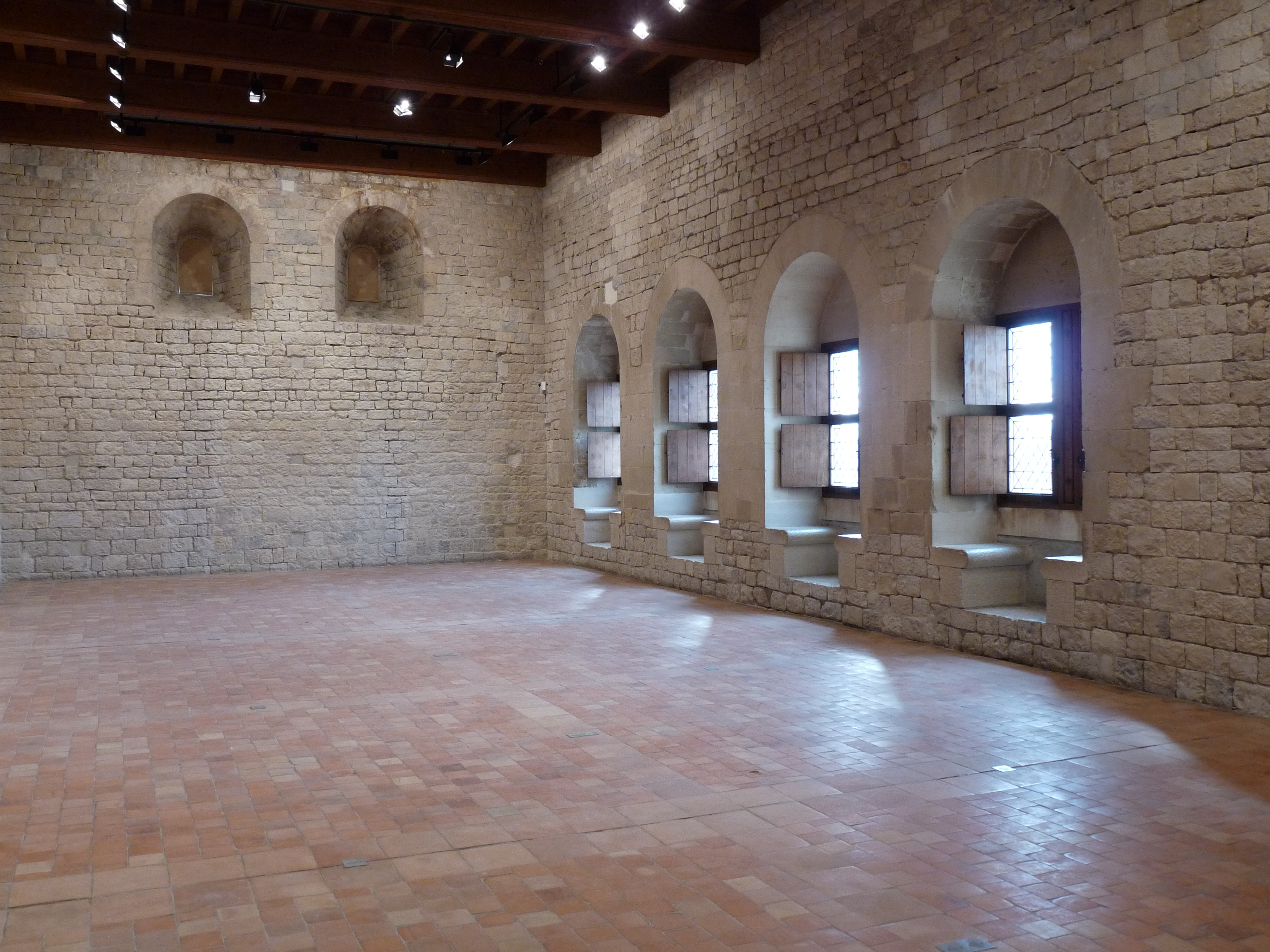
Salle principale du château des Adhémar.

### Bande originale
Albums de Alexandre Astier
David et Madame Hansen
(2012)
À l'instar de celle de la série télévisée, la musique du film est composée par Alexandre Astier. L'arrivée au cinéma de son univers lui permet d'écrire des thèmes plus épiques et spectaculaires, inspirés des compositions de John Williams pour Star Wars ou d'Howard Shore pour Le Seigneur des anneaux,. Astier reprend notamment à John Williams l'utilisation et la variation de motifs. Le film s'ouvre sur la traditionnelle sonnerie de cor qui commençait chaque épisode de la série. Le cymbalum, utilisé pour le personnage de Furadja, évoque la bande originale de La Folie des grandeurs.

« Je pense que la musique ne déconne pas. Même si le film est une comédie, ce n'est pas la musique qui déconne. Ni les costumes ou les décors. Je pense pas qu'on puisse être rigolo avec les éléments qui entourent [les personnages]. La seule chose fragile et rigolote d'une comédie, pour moi, ce sont les acteurs et les personnages. Pour marquer cette fragilité du personnage de comédie, le reste doit être très solide, très fort. Avec le film, avec des moyens qu'on n’a jamais eus pour raconter Kaamelott, on a envoyé un peu du bois pour justement placer ces personnages dans une situation épique et de heroic fantasy appuyée pour qu’ils aient affaire à des événements trop forts pour eux. »

— Alexandre Astier, 2020.
La musique du film est enregistrée en quelques jours avec l'Orchestre national de Lyon à l'auditorium Maurice-Ravel, sous la direction du chef allemand Frank Strobel, habitué à travailler pour le cinéma. Les sessions orchestrales étaient prévues pour mars 2020, mais le premier confinement causé par la pandémie de Covid-19 les repoussent au mois d'août, après des essais en laboratoire pour déterminer la distance de sécurité à établir entre les musiciens. Alors qu'une musique de film s'enregistre couramment une fois le montage achevé, Alexandre Astier décide de finaliser le montage selon la musique : à l'exception de certaines scènes, Frank Strobel dirige donc son orchestre sans suivre des images déjà montées, en ne se fondant que sur les explications du réalisateur-scénariste et quelques épreuves de tournage.
La parution de l'album de la bande originale était prévue pour coïncider avec la sortie du film en novembre 2020. Malgré l'annulation de la sortie en salles, l'album paraît chez Deutsche Grammophon le 27 novembre 2020 en éditions collector, disponible en vinyle 33 tours, en CD, ainsi que sur les différentes plateformes numériques,,. Pour préserver le futur spectateur, les morceaux ne sont pas forcément dans l'ordre et les titres suffisamment énigmatiques afin de ne pas dévoiler l'intrigue. Cinq jours avant la sortie du film, le 16 juillet 2021, paraît un 45 tours en édition limitée de deux titres tirés de la bande originale, Marche Aquitaine et Arthur à la Tour.
Deux journées sont consacrées à Alexandre Astier compositeur sur France Musique, le 27 novembre 2020 à l'occasion de la sortie de l'album chez Deutsche Grammophon, et le 21 juillet 2021 pour la sortie du film en salle.

## Accueil

### Promotion et sortie
Début 2019, avant le tournage, la date de sortie annoncée est le 14 octobre 2020. Le 22 janvier 2020, Alexandre Astier annonce sur son compte Twitter que la sortie est avancée de deux mois, pour le 29 juillet 2020, et dévoile à l'occasion de premières images dans une pré-bande-annonce. Le teaser est également mis en ligne sur divers sites spécialisés. En 48 heures, il est visionné plus de 8 millions de fois.
Dans leur communication, Astier et le distributeur SND utilisent également un titre abrégé : « KV1 »,,.
Le 7 mai 2020, la SND annonce que la sortie du film est repoussée au 25 novembre 2020 à la suite de la fermeture des salles de cinéma du fait de la pandémie de Covid-19,.
Le 19 octobre 2020, toujours en raison de la crise sanitaire, SND annonce de nouveau un report de la sortie du film, sans donner de nouvelle date.
Le 12 mars 2021, SND annonce une nouvelle date : le 21 juillet 2021.
Le 21 juin 2021, la première bande-annonce est mise en ligne suivie, quelques jours après, de la publication de l'affiche officielle du film.
Alors que l'astronaute Thomas Pesquet, pour sa mission Alpha, embarque en avril 2021 avec lui dans la Station spatiale internationale l'intégrale de la série, une pétition est lancée pour que le film lui soit envoyé avant qu'il ne sorte au cinéma, ce qui ferait de Kaamelott : Premier volet le premier film à connaître une avant-première dans l'espace. Alexandre Astier était en réalité déjà en contact avec lui avec l'idée en tête. La NASA approuve le transfert du film jusqu'à la Station, en résolution réduite, sous-titré en anglais pour les coéquipiers étrangers, et Thomas Pesquet le visionne le 22 juillet.

### Critique
En France, le site Allociné donne une moyenne de 3,3⁄5, après avoir recensé 30 critiques de presse.

### Box-office
Avec 60 000 places de cinéma vendues en vingt-quatre heures pour l'avant-première, le film réalise un record de préventes pour un film français et 206 000 billets sont vendus pour les avant-premières du 20 juillet 2021.
Le film réalise un très bon démarrage avec 423 922 entrées pour son premier jour en France. C'est le meilleur score pour un film français depuis 2018. Le 28 juillet 2021, SND la société de distribution du film annonce 1 015 247 entrées vendues.
Le 11 août 2021, il devient le film le plus vu de l'année avec 1 904 876 entrées. Il franchit ensuite la barre des 2 millions d'entrées le 13 août 2021. Avec deux millions et demi d'entrées, le film s'établit ensuite comme le plus gros succès en France depuis le début de la pandémie, dépassant le record jusque-là détenu par Tenet de Christopher Nolan depuis octobre 2020.
| Semaine | Semaine                           | Rang | Entrées   | Cumul             | Salles | no 1 du box-office hebdo.               |
| ------- | --------------------------------- | ---- | --------- | ----------------- | ------ | --------------------------------------- |
| 1       | 21 juillet au 27 juillet 2021     | 1er  | 1 015 247 | 1 015 247 entrées | 807    | Kaamelott : Premier Volet               |
| 2       | 28 juillet au 3 août 2021         | 1er  | 517 930   | 1 533 177 entrées | 807    | Kaamelott : Premier Volet               |
| 3       | 4 août au 10 août 2021            | 2e   | 371 699   | 1 904 876 entrées | 846    | OSS 117 : Alerte rouge en Afrique noire |
| 4       | 11 août au 17 août 2021           | 3e   | 216 982   | 2 121 858 entrées | 863    | La Pat' Patrouille : Le Film            |
| 5       | 18 août au 24 août 2021           | 5e   | 181 782   | 2 303 640 entrées | 793    | BAC Nord                                |
| 6       | 25 août au 31 août 2021           | 5e   | 130 395   | 2 434 035 entrées | 677    | BAC Nord                                |
| 7       | 1er septembre au 7 septembre 2021 | 7e   | 77 625    | 2 511 660 entrées | 600    | Shang-Chi et la Légende des Dix Anneaux |
| 8       | 8 septembre au 14 septembre 2021  | 11e  | 52 838    | 2 564 498 entrées | 439    | Shang-Chi et la Légende des Dix Anneaux |
| 9       | 15 septembre au 21 septembre 2021 | 14e  | 33 565    | 2 598 063 entrées | 318    | Dune                                    |
| 10      | 22 septembre au 28 septembre 2021 | 16e  | 22 419    | 2 620 482 entrées | 236    | Dune                                    |
| 11      | 29 septembre au 5 octobre 2021    | 20e  | 14 520    | 2 635 002 entrées | 172    | Dune                                    |

Au Québec, le film se classe au premier rang des nouveautés présentées en salle du 23 au 25 juillet. Avec un total de 188 241 $, le film signe le meilleur démarrage pour un film français depuis mars 2019.
À l'échelle mondiale, le film a rapporté 21,9 millions d'euros de recettes.
| Pays ou région         | Box-office        | Date d'arrêt du box-office | Nombre de semaines |
| ---------------------- | ----------------- | -------------------------- | ------------------ |
| France                 | 2 645 727 entrées | 16 novembre 2021           | 17                 |
| États-Unis Canada      | 188 000 $         | n/a                        | n/a                |
| Russie                 | 23 508 $          | n/a                        | n/a                |
| Belgique et Luxembourg | 122 339 entrées   | n/a                        | n/a                |
| Total hors États-Unis  | +021 783 611, USD | n/a                        | n/a                |
| Total mondial          | +021 971 611, USD | n/a                        | n/a                |

## Autour du film

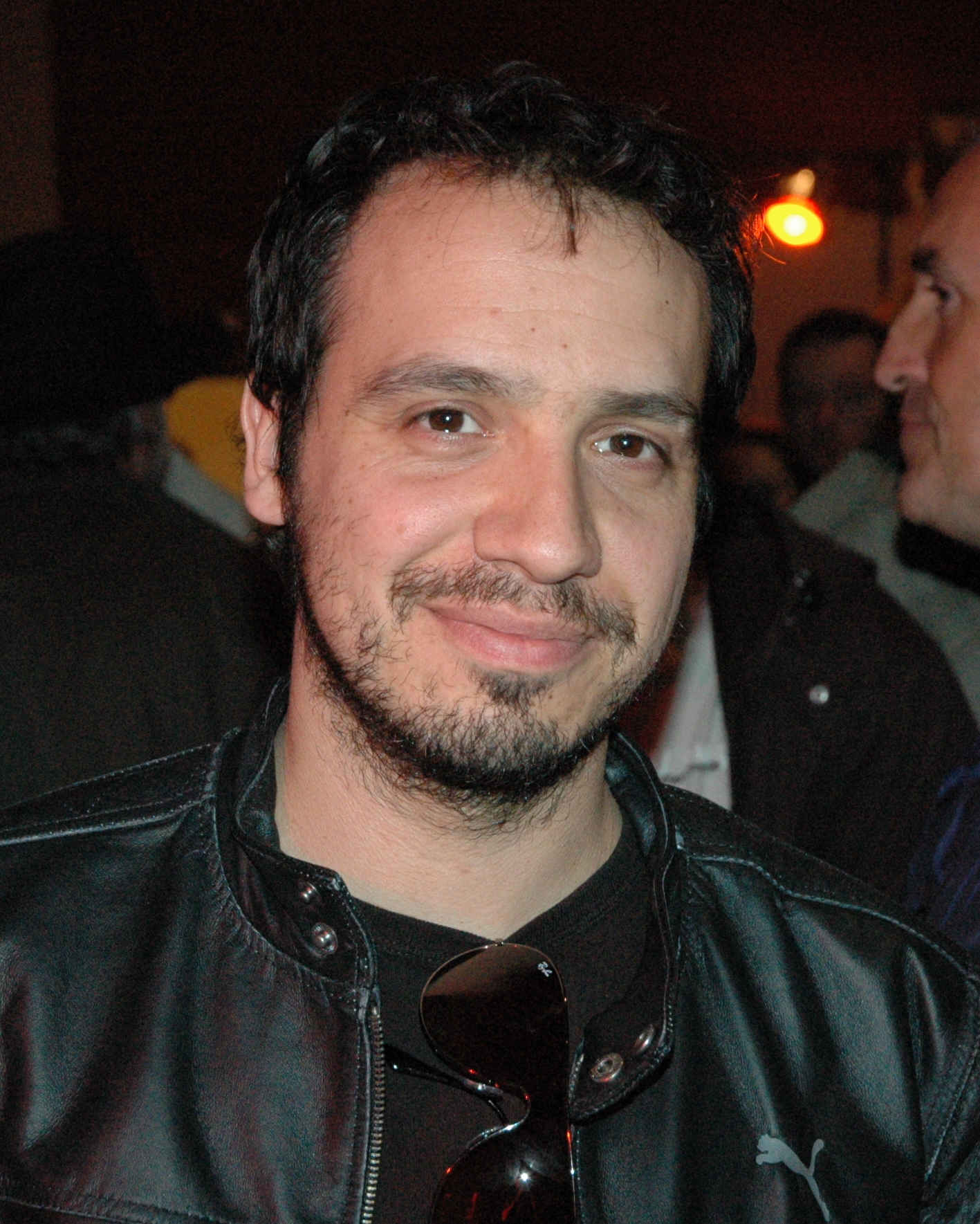
Image de Alexandre Astier.

### Record du monde
Arnaud Klein, un spectateur de Reims, se lance dès la sortie du film dans une tentative de record du monde, pour atteindre le plus grand nombre de visionnages d'un même film au cinéma et faire entrer Kaamelott dans le Livre Guinness des records. En près de deux mois, en commençant par quatre séances par jour, il dépasse son objectif initial de 200 séances. Il bat ainsi le record officiel d'un spectateur américain, Ramiro Alanis, de 191 visionnages du film Avengers: Endgame et d'un autre qui avait vu 103 fois Avengers: Infinity War. Alexandre Astier assiste à l'une des dernières séances. Le détenteur du précédent record ayant en réalité vu 202 fois Avengers: Endgame sans pouvoir totalement homologuer son record, Arnaud Klein considère le nouveau record du monde établi le 18 septembre 2021, une fois sa 203e séance de Kaamelott : Premier Volet accomplie,. Le Livre Guinness des records valide finalement le record de 204 séances le mois suivant.
Le record tient finalement moins d'un an, Ramiro Alanis ayant récupéré le record en assistant à 292 séances du film Spider-Man: No Way Home de décembre 2021 à mars 2022, dépassant de 88 séances le record d'Arnaud Klein.

### Postérité et suite
Lors de la promotion du film, Alexandre Astier confie n'avoir écrit que les grandes lignes des deuxième et troisième volets, mais que le deuxième film « n'aura pas à attendre aussi longtemps que le premier ». Il compte également toujours raconter, sans préciser le support, l'époque entre le Livre VI et le Premier Volet, une période intitulée Kaamelott Résistance, pour expliquer « tout ce qui s'est passé en l'absence d'Arthur : comment chacun a choisi son camp, collaborer, résister, ou se planquer. Pourquoi Lancelot a fini par décider d’enfermer Guenièvre, comment a-t-il pactisé avec les Saxons… ».
En mars 2022, Alexandre Astier évoque un tournage au printemps 2023 pour le deuxième volet, qui serait séparé en deux parties de deux heures chacune, aux sorties distantes de quelques mois. Il confirme en fin d'année une suite directe en deux parties qui sortiront à quelques mois d'intervalles. En mars 2023, dans une interview à l'occasion du ciné-concert du film, Alexandre Astier précise que dans le deuxième volet, chaque chevalier partira accomplir un fait d’arme pour être admis à la table ronde. Le tournage se déroule à l'été 2024.